# Province de Harima
La province de Harima (播磨国, Harima no kuni), aussi appelée Banshū (播州), est une ancienne province du Japon qui constitue, depuis 1876, la partie sud-ouest de la préfecture de Hyōgo.

## Situation
La province de Harima, ou Banshū, une ancienne province du Japon, était située sur l'île de Honshū, au bord de la mer intérieure de Seto. Elle était bordée par les provinces de Tajima, de Tanba, de Settsu, de Bizen, et de Mimasaka,,.

## Histoire
Des fouilles archéologiques, menées sur le territoire de l'ancienne province de Harima, notamment à Akashi (préfecture de Hyōgo), en 1931, ont permis la découverte de vestiges attestant la présence de groupes humains durant le Paléolithique. D'autres artéfacts ont révélé une continuité de la présence humaine dans la région, durant les périodes Jōmon (20000-2400 ans av. J.-C.) et Yayoi (2400-1700 ans av. J.-C.),.
Durant la période de réforme de Taika (milieu du VIe siècle-710), la province de Harima a été divisée en onze districts et la cité de Jōtō, située dans le sud de la province, en est devenue la capitale,. Pendant l'époque de Heian (794-1185), à la croisée des axes de communication et commerciaux, aussi bien terrestres que maritimes, entre l'Ouest et l'Est de l'archipel japonais, Harima a prospéré sur le plan économique. Du début du XIVe siècle jusque vers la fin du XVIe siècle, en particulier grâce à Akamatsu Norimura (1277-1350), le clan Akamatsu a perpétué sa domination sur la province, malgré l'opposition d'autres clans, tels que le clan Urakami et celui des Bessho, possesseur du château de Miki,. En 1580, Oda Nobunaga, poursuivant son projet d'unification des provinces, a confié Harima à l'un de ses chefs militaires : Toyotomi Hideyoshi. Celui a aussitôt imposé sa marque dans la région, en faisant construire le château de Himeji. Après la décisive bataille de Sekigahara (1600), Tokugawa Ieyasu, premier shogun de l'époque d'Edo (1603-1868) et fondateur de la dynastie Tokugawa, a, en guise de récompense, accordé le domaine de Himeji à l'un de ses alliés : Ikeda Terumasa, désormais gouverneur de la province de Harima,. À la tête des domaines de la province, onze seigneurs féodaux sont alors installés, représentant notamment le clan Sakai (château de Himeji), le clan Matsudaira (château d'Akashi) et le clan Mori (château d'Akō). En 1871, après l'abolition du système des domaines féodaux traditionnels du début de l'ère Meiji (1868-1912), le gouvernement de Meiji a officialisé le découpage du territoire national en préfectures. Le territoire de l'ancienne province de Harima a été intégré dans la préfecture de Hyōgo, à sa création en 1876.